# HL-2
HL-2 „Haroldek” – sportowy, 2-osobowy samolot samodzielnie skonstruowany w latach 1926–1927 przez inż. Józefa Medweckiego, pracującego w poznańskiej wytwórni lotniczej „Samolot”.

## Historia
Protoplastą HL-2 był samolot HL-1 (również autorstwa inż. Medweckiego), który jednak nie wyszedł poza sferę projektu. Przy projektowaniu samolotu Medwecki korzystał z czeskiego podręcznika pt. Jak se stavi sportovne letadelko. Budowę samolotu rozpoczęto w połowie 1926 roku. Otrzymał on oznaczenie HL-2, (na cześć amerykańskiego komika Harolda Lloyda); nazywano go zdrobniale „Haroldek”. Zamiarem Medweckiego był udział w Pierwszym Krajowym Konkursie Awionetek w październiku 1927 roku. Jesienią 1927 roku samolot został oblatany przez pilota 3 Pułku Lotniczego w Poznaniu Władysława Szulczewskiego. W dniu 5 października Szulczewski wystartował z Poznania, aby na czas dolecieć do Warszawy, jednak po drodze pękł przewód paliwowy i samolot musiał awaryjnie lądować. Z powodu spóźnienia HL-2 „Haroldek” mógł wystartować na zawodach jedynie poza konkursem. Po kolejnej awarii (tym razem silnika – w czasie lotu konkursowego na trasie Warszawa–Dęblin), zepsuty silnik wyjęto z samolotu, natomiast kadłub został zniszczony w czasie wypadku samochodu ciężarowego przewożącego samolot do Poznania. Był to jedyny egzemplarz, jaki wyprodukowano.

## Konstrukcja
HL-2 „Haroldek” był konstrukcją drewnianą pokrytą sklejką, podwozie wzmocnione rurami stalowymi, osłonę silnika ze względów przeciwpożarowych wykonano z blachy aluminiowej. Jednostkę napędową stanowił silnik Anzani 3A2 o mocy 35 KM (3-cylindry w układzie gwiazdy, chłodzony powietrzem). Kolor: pomarańczowy (z wyjątkiem aluminiowej osłony silnika – nie pomalowanej).